# Де-Ронде-Венен
Де Ронде Венен (нидерл. De Ronde Venen) — община в Нидерландах, в провинции Утрехт. В 2011 году с ней была объединена община Абкауде.

## История
Территория общины Де-Ронде-Венен была создана в результате добычи торфа и мелиорации земель. В окрестностях протекают реки Кромме-Мэйдрехт, Амстел, Вавер, Винкел, Ангстел и река А. Эти воды образуют почти замкнутый круглый круг, который определил способ возделывания и распределения. Территория современной общины Де-Ронде-Венен изначально принадлежала к области, которую немецкий император Оттон I передал епископу Утрехта в 953 году. В то время эта территория еще не была исследована. Развитие района началось, когда епископ Утрехта Конрад подарил его капитулу Св. Иоанна в Утрехте. Причина, по которой епископ передал район Де-Ронде-Венен ордену, может быть объяснена множеством конфликтов, имевших место в то время. На то были две основные причины: между графством Голландия и Утрехтским епископством надо было определить границу, а торфяники должны были быть рекультивированы. Капитул Святого Иоанна не был полностью сформирован, пока территория не была освоена. Таким образом, Орден извлек выгоду из того, что это было сделано как можно скорее.
В 1989 году была образована община Де-Ронде-Венен путем слияния бывших общин Мэйдрехт, Винкевен, Вавервен и Вилнис. В современном виде община Де-Ронде-Венен была создана 1 января 2011 года в результате слияния бывших общин Абкауде и Де-Ронде-Венен.

## География
Территория общины занимает 116,98 км², из которых 99,92 км² — суша и 17,06 км² — водная поверхность. На 1 августа 2020 года в общине проживало 44 636 человек.

## Известные уроженцы
- Алмеловеен, Ян ван (1656—1684) — голландский живописец, гравёр и рисовальщик Золотого века Нидерландов.